# Richard van Gloucester
Richard Alexander Walter George Windsor, (Northampton, 26 augustus 1944) is een lid van de Britse Koninklijke familie en kleinzoon van koning George V van het Verenigd Koninkrijk. Hij is de hertog van Gloucester sinds zijn vader overleed in 1974.

## Jeugd
Prins Richard werd geboren op 26 augustus 1944 in Barnwell Manor (het huis van de ouders van Richard) in Northamptonshire. Hij was de zoon van Hendrik van Gloucester, de derde zoon van George V en Mary, en prinses Alice, dochter van John Montagu-Douglas-Scott, hertog van Buccleuch.
Richard werd gedoopt in een privé kapel in Windsor Castle op 20 oktober 1944 door Lord Lang of Lambeth. Zijn peetouders zijn: koningin Elizabeth (The Queen Mother), prinses Alice van Albany, Walter Montagu-Douglas-Scott, George Cambridge, prinses Marie Louise, Lady Sybil Phipps en de Graaf Alexander van Tunis.
Als kleinzoon van de Britse monarch in de mannelijke lijn, kreeg Richard bij zijn geboorte de titel: Zijne Koninklijke Hoogheid Prins Richard van Gloucester (His Royal Highness Prince Richard of Gloucester). Hij was toen 5e in lijn van de Britse troonopvolging. En 2e in lijn van zijn vaders titel hertog van Gloucester, na zijn broer, prins William van Gloucester.
Toen Richard vier maanden oud was, ging hij met zijn ouders mee naar Australië, waar zijn vader van 1945 tot 1947 gouverneur-generaal was. De familie keerde terug naar Barnwell Manor in 1947.

## Carrière

### Opleiding
Prins Richard kreeg eerst thuis les, later ging hij naar het Wellesley House in Broadstairs. Daarna ging hij naar Eton College. In 1963 ging hij naar Magdalene College van Cambridge om architectuur te studeren. In juni 1966 kreeg haalde hij zijn Bachelor of Arts.

### Architectuur
Na de universiteit ging prins Richard bij de (toen nog) Offices Development Group of the Ministry of Public Building and Works voor een jaar. Hij ging terug naar Cambridge Universiteit in 1967. In juni 1969 haalde hij beide delen van zijn diploma in Architectuur op de universiteit. Na het behalen van zijn diploma ging hij oefenen als partner bij een bedrijf in Londen.
Hoewel hij had gepland fulltime te gaan werken als architect, zorgde de dood van zijn oudere broer prins William ervoor dat Richard de erfgenaam werd van zijn vaders hertogdom, en zo kreeg hij ook meer koninklijke verplichtingen.

## Huwelijk
Op 8 juli 1972 trouwde Richard met de Deense Birgitte van Deurs, de dochter van Asger Henriksen en Vivian van Deurs, in de St Andrew's Church in Barnwell van Northamptonshire. De bruiloft was klein vergeleken met de bruiloften van nicht Margaret Windsor en neef Edward Windsor.
Ze kregen drie kinderen:
- Alexander Windsor (24 oktober 1974), gehuwd met Claire Booth.
- Davina Lewis (19 november 1977), gehuwd geweest met Gary Lewis.
- Rose Windsor (1 maart 1980), gehuwd met George Gilman.

## Hertog van Gloucester
Op 10 juni 1974 stierf Richards vader. Richard erfde de titels hertog van Gloucester, graaf van Ulster en baron Culloden. Op 29 oktober 2004 stierf Richards moeder, prinses Alice op 102-jarige leeftijd.
Richard is het meest geïnteresseerd in architectuur. Hij werd lid van de Royal Institute of British Architects (FRIBA) in 1972. 
Hij is 32 jaar president van het Institute of Advanced Motorists geweest.  Ook is hij beschermheer van de Ricardians, een gezelschap dat streeft naar eerherstel voor de 15e-eeuwse koning Richard III, die eveneens Richard hertog van Gloucester heette. Uit dien hoofde vertegenwoordigde hij op 26 maart 2015 de koninklijke familie bij de herbegrafenis van koning Richard in de kathedraal van Leicester.

## Onderscheidingen

### Verenigd Koninkrijk
- ridder in de Orde van de Kousenband (1997)
- grootkruis in de Koninklijke Orde van Victoria (1974)
- grootprior in de Eerwaarde Orde van Sint-Jan (1975);

### Europa
- Grootkruis in de Orde van Sint-Olaf (1973; Noorwegen)
- Commandeur en Grootkruis in de Orde van de Poolster (1975; Zweden);

Hij heeft ook de kroningsmedaille van Elizabeth II (1953), en de herdenkingsmedailles van haar zilveren, gouden en diamanten jubilea (respectievelijk 1977, 2002 en 2012), evenals de Verdienst-Medaille van Sint-Jan (1984) ontvangen.

### Militaire onderscheidingen (in het Engels)
- Colonel-in-Chief of the Royal Anglian Regiment
- Colonel-in-Chief of the Royal Army Medical Corps
- Colonel-in-Chief of the Royal Australian Army Education Corps
- Deputy Colonel-in-Chief of the Royal Logistic Corps
- Deputy Colonel-in-Chief of the Royal Gloucestershire, Berkshire and Wiltshire Regiment
- Royal Colonel of the 6th (V) Battalion, The Rifles
- The Royal Honorary Colonel of the Royal Monmouthshire Royal Engineers (Militia)
- Honorary Air Commodore van RAF Odiham.
- Honorary Air Commodore van 501 (County of Gloucester) Squadron, Royal Auxiliary Air Force.
- Honorary Air Marshal, Royal Air Force.